# Эль-Ансор
Эль-Ансор (араб. العنصر‎, фр. El Ançor) — коммуна на севере Алжира, на территории вилайета Оран, в округе Айн-эль-Турк.

## Географическое положение
Коммуна находится в северо-западной части вилайета, на высоте 82 метра над уровнем моря.
Коммуна расположена на побережье Средиземного моря на расстоянии приблизительно 450 километров к западу от столицы страны Алжира и в 40 км к западу от административного центра вилайета Орана.

## Этимология
Название «Эль-Ансор» происходит от берберского слова ansra — «источник». Пока не устоялось современное название, оно многократно варьировалось: Anceur, El-Anseur, Ouansor.

## История
В древнеримские времена на месте нынешней коммуны находился римский тренировочный лагерь (его руины были обнаружены в 1954 году). В Средние Века это место облюбовали андалусцы — остатки их поселения площадью 4000 м2 существовалитещё в 1832 году. 
В 1832 году, во время французского вторжения в Алжир, на месте современного Эль-Ансора был построен пост французской армии, превращённый в 1836 году в блокхаух. В 1848 году в Эль-Ансоре размещаются первые 50 семей французских колонистов, которые начинают заниматься сельским хозяйством. В 1871 году население Эль-Ансора вместе с соседним поселением Бу-Сфер, с котором они административно объединены, составляет 159 французов, 607 иностранцев (прежде всего испанцев) и 211 мусульман — всего 977 человек, в 1877 году — уже 3933 человека, из них 1218 европейцев и 2715 мусульман. В 1892 году Эль-Ансор выделен в отдельную коммуну. В 1900 годах на землях коммуны начинает активно развиваться виноградарство и виноделие. 

## Демография
По состоянию на 2008 год население составляло 11 469 человек